# Distretto di Évora
Il distretto di Évora è un distretto del Portogallo continentale, appartenente alla provincia tradizionale dell'Alto Alentejo. Confina con i distretti di Santarém e di Portalegre a nord, con la Spagna (provincia di Badajoz) a est, con il distretto di Beja a sud e con il distretto di Setúbal a ovest. La superficie è di 7.393 km² (2º maggior distretto portoghese), la popolazione residente (2001) è di 173.408 abitanti. Capoluogo del distretto è Évora. Secondo la posizione ufficiale portoghese, al distretto di Évora appartiene anche Olivenza, piccola porzione di territorio contesa con la Spagna.

## Geografia antropica

### Suddivisioni amministrative
Il distretto di Évora è diviso in 14 comuni:
- Alandroal
- Arraiolos
- Borba
- Estremoz
- Évora
- Montemor-o-Novo
- Mora
- Mourão
- Portel
- Redondo
- Reguengos de Monsaraz
- Vendas Novas
- Viana do Alentejo
- Vila Viçosa

Nell'attuale divisione principale del paese, il distretto è interamente compreso nella regione Alentejo e corrisponde quasi completamente alla subregione dell'Alentejo Centrale (Alentejo Central), che si completa con un comune del distretto di Portalegre, Sousel. Mora, in compenso, appartiene alla subregione dell'Alto Alentejo. In sintesi:
- Regione Alentejo
  - Alentejo Centrale
    - Alandroal
    - Arraiolos
    - Borba
    - Estremoz
    - Évora
    - Montemor-o-Novo
    - Mourão
    - Portel
    - Redondo
    - Reguengos de Monsaraz
    - Vendas Novas
    - Viana do Alentejo
    - Vila Viçosa

  - Alto Alentejo
    - Mora

## Geografia fisica
La geografia fisica del distretto di Évora è abbastanza uniforme, con un paesaggio quasi completamente pianeggiante, con altitudini che nella maggior parte del territorio oscillano tra 200 e 400 m, interrotto di tanto in tanto da valli e dolci colline e con dighe piuttosto grandi.
L'unica eccezione è la valle del fiume Guadiana, che attraversa la parte sud-orientale del distretto e che a volte è abbastanza incassata, in particolare nella regione di Alqueva, dove la valle si trova più di 100 m al di sotto delle terre circostanti. Per questo motivo è stata scelta come sito per la costruzione della diga di Alqueva che, quando sarà ultimata, darà origine al più grande lago artificiale d'Europa.
Il Guadiana è il centro di uno dei tre bacini idrografici in cui si divide il distretto; il suo bacino è quello occupa più territorio nel distretto. I suoi affluenti sono vari torrenti che, in generale, scorrono da nord-ovest a sud-est e sboccano sulla sponda destra del fiume (Degebe, Álamo, Azebel, Lucefece); affluenti di sinistra sono il torrente Alcarache, proveniente dalla Spagna e che scorre da est-nord-est a ovest-sud-ovest. La parte occidentale del distretto è divisa tra i bacini del Sado, a sud, e del Tago (Tejo), a nord. Gli affluenti del Sado sono fiumi e torrenti che scorrono generalmente da nord-est a sud-ovest o da est a ovest (fiume Xarama e torrenti Odivelas, Alcáçovas, São Cristóvão, São Martinho, Marateca, etc.); gli affluenti del Tago scorrono, all'interno del distretto di Évora, da sud-est a nord-ovest (torrenti Canha, Lavre, Vide, Divor, Raia, etc.).
La maggior parte di questi piccoli corsi d'acqua nascono dalle basse colline che interrompono la pianura: la Serra de Monfurado, a ovest (424 m di altitudine massima), la Serra de Mendro, a sud (412 m) e la Serra de Ossa, a nord (653 m).
Nel distretto vi sono molte dighe. Oltre alla già citata diga dell'Alqueva, sul Guadiana, c'è la diga di Monte Novo, sul torrente Degebe, l'Albufeira de Torres, sul torrente Azambuja, la diga di Vigia, su un affluente del torrente Pardiela, la diga di Lucefece, sul torrente omonimo, la diga di Alvito (sul confine con il distretto di Beja), sul torrente Odivelas, la diga di Nossa Senhora da Tourega, sul torrente Alcáçovas e la diga del Divor, sul torrente omonimo.